# Scardamia rectilinea
Scardamia rectilinea là một loài bướm đêm trong họ Geometridae.